# Liste des églises de l'Essonne
La liste des églises de l'Essonne vise à situer les églises du département français de l'Essonne. Il est fait état des diverses protections dont elles peuvent bénéficier, et notamment les inscriptions et classements au titre des monuments historiques.

## Rattachement diocésain des églises catholiques
En ce qui concerne le culte catholique, les églises sont situées dans le diocèse d'Évry-Corbeil-Essonnes.
Les limites du diocèse d'Évry-Corbeil-Essonnes sont approximativement calquées sur celles du département français de l'Essonne, officiellement créé le 1er janvier 1968, augmenté des communes yvelinoises de Bonnelles et Sainte-Mesme.

## Statistiques

### Nombres
Le département de l'Essonne comprend 194 communes au 1er janvier 2023.
Depuis 2022, le diocèse d'Évry-Corbeil-Essonnes compte 102 paroisses.

## Liste

### Église catholique
Les églises ci-après sont classées selon l'ordre alphabétique de leur commune.
La liste mentionne les protections dont elles peuvent bénéficier, notamment au titre des monuments historiques. Les notices correspondantes de la base Mérimée sont également indiquées le cas échéant.
| Église                                                              | Commune                    | Coordonnées                      | Notice         | Protection                                                               | Date        | Illustration                                                        |
| ------------------------------------------------------------------- | -------------------------- | -------------------------------- | -------------- | ------------------------------------------------------------------------ | ----------- | ------------------------------------------------------------------- |
| Église Saint-Julien                                                 | Abbéville-la-Rivière       | 48° 20′ 46″ nord, 2° 09′ 59″ est |                |                                                                          |             | Église Saint-Julien                                                 |
| Église Saint-Germain                                                | Angerville                 | 48° 19′ 06″ nord, 1° 59′ 25″ est |                |                                                                          |             | Église Saint-Germain                                                |
| Église Saint-Pierre-et-Saint-Eutrope                                | Angerville                 | 48° 19′ 06″ nord, 1° 59′ 25″ est |                |                                                                          |             | Église Saint-Pierre-et-Saint-Eutrope                                |
| Église Saint-Étienne                                                | Angervilliers              | 48° 35′ 31″ nord, 2° 03′ 53″ est |                |                                                                          |             | Église Saint-Étienne                                                |
| Église Saint-Clément                                                | Arpajon                    | 48° 35′ 32″ nord, 2° 14′ 52″ est | « PA00087802 » | Inscrit MH                                                               | 1926        | Église Saint-Clément                                                |
| Église Saint-Denis                                                  | Athis-Mons                 | 48° 42′ 31″ nord, 2° 23′ 23″ est | « PA00087807 » | Classé MH 1840                                                           | 1840        | Église Saint-Denis                                                  |
| Église Notre-Dame-de-la-Voie                                        | Athis-Mons                 | 48° 42′ 26″ nord, 2° 23′ 12″ est | « IA91000478 » |                                                                          |             | Église Notre-Dame-de-la-Voie                                        |
| Église Sainte-Geneviève                                             | Athis-Mons                 | 48° 43′ 03″ nord, 2° 24′ 17″ est |                |                                                                          |             | Église Sainte-Geneviève                                             |
| Église Saint-Aubin                                                  | Authon-la-Plaine           | 48° 27′ 03″ nord, 1° 57′ 28″ est | « PA00087808 » | Inscrit MH                                                               | 1987        | Église Saint-Aubin                                                  |
| Église Saint-Prix                                                   | Auvernaux                  | 48° 31′ 40″ nord, 2° 29′ 33″ est |                |                                                                          |             | Église Saint-Prix                                                   |
| Église Saint-Georges                                                | Auvers-Saint-Georges       | 48° 29′ 32″ nord, 2° 13′ 03″ est | « PA00087809 » | Inscrit MH                                                               | 1950        | Église Saint-Georges                                                |
| Église Sainte-Marie                                                 | Avrainville                | 48° 33′ 46″ nord, 2° 14′ 45″ est | « PA00087810 » | Inscrit MH                                                               | 1983        | Église Sainte-Marie                                                 |
| Église Saint-Jacques-et-Saint-Philippe                              | Ballainvilliers            | 48° 40′ 34″ nord, 2° 17′ 28″ est |                |                                                                          |             | Église Saint-Jacques-et-Saint-Philippe                              |
| Église Saint-Martin                                                 | Ballancourt-sur-Essonne    | 48° 31′ 08″ nord, 2° 23′ 20″ est |                |                                                                          |             | Église Saint-Martin                                                 |
| Église Saint-Étienne                                                | Baulne                     | 48° 29′ 36″ nord, 2° 21′ 39″ est |                |                                                                          |             | Église Saint-Étienne                                                |
| Église Saint-Martin                                                 | Bièvres                    | 48° 45′ 16″ nord, 2° 13′ 03″ est |                |                                                                          |             | Église Saint-Martin                                                 |
| Église Saint-Maurice                                                | Blandy                     | 48° 18′ 49″ nord, 2° 15′ 22″ est | « PA00087815 » | Inscrit MH                                                               | 1926        | Église Saint-Maurice                                                |
| Église Notre-Dame-de-l'Assomption                                   | Boigneville                | 48° 20′ 06″ nord, 2° 22′ 20″ est | « PA00087816 » | Inscrit MH Eglise ; Classé MH Crypte                                     | 1925 ; 1987 | Église Notre-Dame-de-l'Assomption                                   |
| Église Saint-Antoine                                                | Bois-Herpin                | 48° 22′ 08″ nord, 2° 13′ 53″ est |                |                                                                          |             | Église Saint-Antoine                                                |
| Église Saint-Hilaire                                                | Boissy-la-Rivière          | 48° 22′ 29″ nord, 2° 09′ 17″ est | « PA00087818 » | Inscrit MH                                                               | 1926        | Église Saint-Hilaire                                                |
| Église Saint-Pierre-ès-Liens                                        | Boissy-le-Cutté            | 48° 28′ 08″ nord, 2° 16′ 54″ est |                | Patrimoine d'intérêt régional                                            | 2022        | Église Saint-Pierre-ès-Liens                                        |
| Église Saint-Louis                                                  | Boissy-le-Sec              | 48° 28′ 43″ nord, 2° 05′ 21″ est | « PA00087820 » | Inscrit MH                                                               | 1926        | Église Saint-Louis                                                  |
| Église Saint-Thomas-Becket                                          | Boissy-sous-Saint-Yon      | 48° 33′ 29″ nord, 2° 12′ 35″ est | « PA00087822 » | Classé MH                                                                | 2015        | Église Saint-Thomas-Becket                                          |
| Église Saint-Denis-Saint-Fiacre                                     | Bondoufle                  | 48° 36′ 55″ nord, 2° 22′ 54″ est |                |                                                                          |             | Église Saint-Denis-Saint-Fiacre                                     |
| Église Saint-Gervais-et-Saint-Protais                               | Bonnelles                  | 48° 37′ 09″ nord, 2° 01′ 34″ est | « IA00070048 » |                                                                          |             | Église Saint-Gervais-et-Saint-Protais                               |
| Église Saint-Jean-l'Évangéliste                                     | Boullay-les-Troux          | 48° 40′ 57″ nord, 2° 02′ 58″ est |                |                                                                          |             | Église Saint-Jean-l'Évangéliste                                     |
| Église Saint-Pierre-ès-Liens                                        | Bouray-sur-Juine           | 48° 31′ 13″ nord, 2° 17′ 53″ est | « PA00087824 » | Inscrit MH                                                               | 1950        | Église Saint-Pierre-ès-Liens                                        |
| Église Saint-Pierre                                                 | Boussy-Saint-Antoine       | 48° 41′ 20″ nord, 2° 31′ 43″ est |                |                                                                          |             | Église Saint-Pierre                                                 |
| Église Saint-Jean-Baptiste                                          | Boutervilliers             | 48° 27′ 10″ nord, 2° 03′ 19″ est | « IA00126428 » |                                                                          |             | Église Saint-Jean-Baptiste                                          |
| Église Saint-Barthélemy                                             | Boutigny-sur-Essonne       | 48° 26′ 08″ nord, 2° 22′ 36″ est | « PA00087829 » | Inscrit MH                                                               | 1925        | Église Saint-Barthélemy                                             |
| Église Saint-Martin                                                 | Bouville                   | 48° 25′ 53″ nord, 2° 17′ 03″ est | « PA00087831 » | Inscrit MH                                                               | 1946        | Église Saint-Martin                                                 |
| Église Saint-Pierre                                                 | Brétigny-sur-Orge          | 48° 36′ 45″ nord, 2° 18′ 35″ est | « PA00087832 » | Inscrit MH                                                               | 1977        | Église Saint-Pierre                                                 |
| Église Saint-Paul                                                   | Brétigny-sur-Orge          | 48° 36′ 19″ nord, 2° 18′ 12″ est |                |                                                                          |             | Église Saint-Paul                                                   |
| Église Saint-Pierre                                                 | Breuillet                  | 48° 34′ 00″ nord, 2° 10′ 16″ est |                |                                                                          |             | Église Saint-Pierre                                                 |
| Église Saint-Martin                                                 | Breux-Jouy                 | 48° 33′ 40″ nord, 2° 10′ 38″ est |                |                                                                          |             | Église Saint-Martin                                                 |
| Église Saint-Denis                                                  | Briis-sous-Forges          | 48° 37′ 33″ nord, 2° 07′ 22″ est | « PA00087834 » | Inscrit MH                                                               | 2019        | Église Saint-Denis                                                  |
| Église Saint-Quentin                                                | Brières-les-Scellés        | 48° 27′ 27″ nord, 2° 08′ 16″ est | « PA00087833 » | Inscrit MH                                                               | 1926        | Église Saint-Quentin                                                |
| Église Saint-Pierre-et-Saint-Paul                                   | Brouy                      | 48° 19′ 00″ nord, 2° 16′ 49″ est | « PA00087835 » | Inscrit MH Portail                                                       | 1926        | Église Saint-Pierre-et-Saint-Paul                                   |
| Église Saint-Médard                                                 | Brunoy                     | 48° 41′ 51″ nord, 2° 30′ 11″ est | « PA00087836 » | Classé MH                                                                | 1981        | Église Saint-Médard                                                 |
| Église Saint-Pierre-Fourier                                         | Brunoy                     | 48° 41′ 34″ nord, 2° 29′ 30″ est |                |                                                                          |             | Image manquante Téléverser                                          |
| Église Saint-Didier                                                 | Bruyères-le-Châtel         | 48° 35′ 30″ nord, 2° 11′ 19″ est | « PA00087842 » | Classé MH                                                                | 1931        | Église Saint-Didier                                                 |
| Église Saint-Léger                                                  | Buno-Bonnevaux             | 48° 21′ 36″ nord, 2° 23′ 16″ est |                |                                                                          |             | Église Saint-Léger                                                  |
| Église Saint-Matthieu                                               | Bures-sur-Yvette           | 48° 41′ 49″ nord, 2° 09′ 43″ est |                | Patrimoine d'intérêt régional                                            | 2020        | Église Saint-Matthieu                                               |
| Église Saint-Pierre                                                 | Cerny                      | 48° 28′ 28″ nord, 2° 19′ 39″ est | « PA00087849 » | Inscrit MH                                                               | 1948        | Église Saint-Pierre                                                 |
| Église Saint-Médard                                                 | Chalo-Saint-Mars           | 48° 25′ 38″ nord, 2° 04′ 04″ est | « PA00087850 » | Inscrit MH                                                               | 1926        | Église Saint-Médard                                                 |
| Église Saint-Aignan                                                 | Chalou-Moulineux           | 48° 23′ 04″ nord, 2° 01′ 21″ est | « PA00087852 » | Inscrit MH                                                               | 1926        | Église Saint-Aignan                                                 |
| Église Saint-Thomas-Becket                                          | Chalou-Moulineux           | 48° 23′ 28″ nord, 2° 01′ 38″ est | « PA00087853 » | Inscrit MH                                                               | 1931        | Église Saint-Thomas-Becket                                          |
| Église Saint-Quentin                                                | Chamarande                 | 48° 30′ 47″ nord, 2° 13′ 04″ est | « PA00087854 » | Inscrit MH Clocher                                                       | 1926        | Église Saint-Quentin                                                |
| Église Notre-Dame-de-l'Assomption-de-la-Très-Sainte-Vierge          | Champcueil                 | 48° 30′ 53″ nord, 2° 26′ 46″ est | « PA00087856 » | Classé MH                                                                | 1986        | Église Notre-Dame-de-l'Assomption-de-la-Très-Sainte-Vierge          |
| Église Saint-Germain-d'Auxerre                                      | Champlan                   | 48° 42′ 18″ nord, 2° 16′ 20″ est |                | Patrimoine d'intérêt régional                                            | 2024        | Église Saint-Germain-d'Auxerre                                      |
| Église Sainte-Madeleine                                             | Champmotteux               | 48° 20′ 33″ nord, 2° 19′ 13″ est |                |                                                                          |             | Église Sainte-Madeleine                                             |
| Église Saint-Mamert                                                 | Chatignonville             | 48° 28′ 04″ nord, 1° 55′ 52″ est |                |                                                                          |             | Église Saint-Mamert                                                 |
| Église Saint-Jean-Baptiste                                          | Chauffour-lès-Étréchy      | 48° 30′ 13″ nord, 2° 10′ 07″ est |                |                                                                          |             | Église Saint-Jean-Baptiste                                          |
| Église Saint-Martin                                                 | Cheptainville              | 48° 33′ 05″ nord, 2° 15′ 55″ est | « IA91000273 » |                                                                          |             | Église Saint-Martin                                                 |
| Église Saint-Symphorien                                             | Chevannes                  | 48° 31′ 51″ nord, 2° 26′ 33″ est |                |                                                                          |             | Église Saint-Symphorien                                             |
| Église Saint-Étienne                                                | Chilly-Mazarin             | 48° 42′ 11″ nord, 2° 18′ 45″ est | « PA00087858 » | Classé MH Intérieur ; Inscrit MH Façades et toitures                     | 1923 ; 1987 | Église Saint-Étienne                                                |
| Église Notre-Dame-du-Concile                                        | Chilly-Mazarin             | 48° 41′ 45″ nord, 2° 18′ 43″ est |                |                                                                          |             | Église Notre-Dame-du-Concile                                        |
| Église Saint-Gilles-Assomption                                      | Congerville-Thionville     | 48° 23′ 15″ nord, 1° 59′ 23″ est |                |                                                                          |             | Image manquante Téléverser                                          |
| Cathédrale Saint-Spire                                              | Corbeil-Essonnes           | 48° 36′ 42″ nord, 2° 28′ 57″ est | « PA00087863 » | Classé MH                                                                | 1840        | Cathédrale Saint-Spire                                              |
| Église Saint-Étienne                                                | Corbeil-Essonnes           | 48° 36′ 13″ nord, 2° 28′ 10″ est | « PA00087864 » | Classé MH                                                                | 1930        | Église Saint-Étienne                                                |
| Église Saint-Jean-de-l'Île                                          | Corbeil-Essonnes           | 48° 36′ 26″ nord, 2° 28′ 31″ est | « PA00087865 » | Classé MH                                                                | 2007        | Église Saint-Jean-de-l'Île                                          |
| Église Saint-Paul du Moulin-Galant                                  | Corbeil-Essonnes           | 48° 35′ 04″ nord, 2° 28′ 36″ est |                |                                                                          |             | Église Saint-Paul du Moulin-Galant                                  |
| Église Notre-Dame de la paix                                        | Corbeil-Essonnes           | 48° 36′ 00″ nord, 2° 28′ 37″ est |                |                                                                          |             | Église Notre-Dame de la paix                                        |
| Église Notre-Dame                                                   | Corbreuse                  | 48° 30′ 05″ nord, 1° 57′ 28″ est | « PA00087868 » | Inscrit MH                                                               | 1950        | Église Notre-Dame                                                   |
| Église Notre-Dame-de-l'Assomption                                   | Le Coudray-Montceaux       | 48° 33′ 18″ nord, 2° 28′ 57″ est | « PA00087869 » | Inscrit MH                                                               | 1950        | Église Notre-Dame-de-l'Assomption                                   |
| Église Saint-Étienne                                                | Le Coudray-Montceaux       | 48° 33′ 18″ nord, 2° 28′ 57″ est |                |                                                                          |             | Image manquante Téléverser                                          |
| Église Saint-Étienne                                                | Courances                  | 48° 26′ 23″ nord, 2° 28′ 27″ est | « PA00087872 » | Inscrit MH                                                               | 1981        | Église Saint-Étienne                                                |
| Église Saint-Gervais-et-Saint-Protais                               | Courdimanche-sur-Essonne   | 48° 24′ 59″ nord, 2° 22′ 44″ est | « PA00087875 » | Inscrit MH Clocher                                                       | 1925        | Église Saint-Gervais-et-Saint-Protais                               |
| Église Notre-Dame-de-l'Assomption                                   | Crosne                     | 48° 42′ 54″ nord, 2° 27′ 39″ est | « PA00087877 » | Classé MH                                                                | 1982        | Église Notre-Dame-de-l'Assomption                                   |
| Église Saint-Mammès                                                 | Dannemois                  | 48° 27′ 10″ nord, 2° 28′ 33″ est | « PA00087880 » | Inscrit MH Nef et clocher                                                | 1926        | Église Saint-Mammès                                                 |
| Église Saint-Pierre                                                 | D'Huison-Longueville       | 48° 27′ 28″ nord, 2° 19′ 21″ est |                |                                                                          |             | Église Saint-Pierre                                                 |
| Église Saint-Germain-d'Auxerre                                      | Dourdan                    | 48° 31′ 45″ nord, 2° 00′ 42″ est | « PA00087882 » | Classé MH                                                                | 1967        | Église Saint-Germain-d'Auxerre                                      |
| Église Saint-Pierre                                                 | Dourdan                    | 48° 31′ 43″ nord, 2° 00′ 56″ est |                |                                                                          |             | Église Saint-Pierre                                                 |
| Église Saint-Rémi                                                   | Draveil                    | 48° 41′ 10″ nord, 2° 24′ 33″ est | « IA91000800 » |                                                                          |             | Église Saint-Rémi                                                   |
| Cathédrale                                                          | Draveil                    | 48° 39′ 55″ nord, 2° 25′ 09″ est |                |                                                                          |             | Cathédrale                                                          |
| Église Saint-Martin                                                 | Écharcon                   | 48° 34′ 22″ nord, 2° 24′ 51″ est |                |                                                                          |             | Image manquante Téléverser                                          |
| Église Saint-Pierre-Saint-Paul                                      | Égly                       | 48° 34′ 50″ nord, 2° 13′ 25″ est | « PA00087890 » | Inscrit MH Clocher                                                       | 1929        | Église Saint-Pierre-Saint-Paul                                      |
| Église Saint-Damien-de-Veuster                                      | Épinay-sous-Sénart         | 48° 41′ 48″ nord, 2° 31′ 31″ est |                |                                                                          |             | Image manquante Téléverser                                          |
| Église Notre-Dame-de-la-Nativité                                    | Épinay-sous-Sénart         | 48° 41′ 39″ nord, 2° 30′ 58″ est |                |                                                                          |             | Église Notre-Dame-de-la-Nativité                                    |
| Église Saint-Leu-Saint-Gilles                                       | Épinay-sur-Orge            | 48° 40′ 18″ nord, 2° 19′ 26″ est |                | Patrimoine d'intérêt régional                                            | 2025        | Église Saint-Leu-Saint-Gilles                                       |
| Collégiale Notre-Dame-du-Fort                                       | Étampes                    | 48° 26′ 06″ nord, 2° 09′ 51″ est | « PA00087892 » | Classé MH                                                                | 1840        | Collégiale Notre-Dame-du-Fort                                       |
| Collégiale Saint-Martin                                             | Étampes                    | 48° 25′ 34″ nord, 2° 08′ 21″ est | « PA00087895 » | Classé MH                                                                | 1909        | Collégiale Saint-Martin                                             |
| Église Saint-Basile                                                 | Étampes                    | 48° 26′ 09″ nord, 2° 09′ 40″ est | « PA00087893 » | Classé MH                                                                | 1862        | Église Saint-Basile                                                 |
| Église Saint-Gilles                                                 | Étampes                    | 48° 25′ 56″ nord, 2° 09′ 13″ est | « PA00087894 » | Classé MH                                                                | 1970        | Église Saint-Gilles                                                 |
| Église Saint-Martin                                                 | Étiolles                   | 48° 38′ 10″ nord, 2° 28′ 25″ est | « PA00087908 » | Inscrit MH Clocher, trois travées du chœur et leurs bas-côtés            | 1950        | Église Saint-Martin                                                 |
| Église Saint-Étienne                                                | Étréchy                    | 48° 29′ 36″ nord, 2° 11′ 24″ est | « PA00087909 » | Classé MH                                                                | 1908        | Église Saint-Étienne                                                |
| Cathédrale de la Résurrection Saint-Corbinien                       | Évry-Courcouronnes         | 48° 37′ 25″ nord, 2° 25′ 43″ est | « EA91000005 » |                                                                          |             | Cathédrale de la Résurrection Saint-Corbinien                       |
| Église Saint-Guénault                                               | Évry-Courcouronnes         | 48° 37′ 05″ nord, 2° 24′ 39″ est |                |                                                                          |             | Église Saint-Guénault                                               |
| Église de la Nativité-de-la-Très-Sainte-Vierge                      | Évry-Courcouronnes         | 48° 37′ 06″ nord, 2° 24′ 26″ est |                |                                                                          |             | Église de la Nativité-de-la-Très-Sainte-Vierge                      |
| Église Saint-Pierre-et-Saint-Paul                                   | Évry-Courcouronnes         | 48° 38′ 05″ nord, 2° 26′ 56″ est |                |                                                                          |             | Église Saint-Pierre-et-Saint-Paul                                   |
| Église Notre Dame-de-l'Espérance                                    | Évry-Courcouronnes         | 48° 37′ 33″ nord, 2° 26′ 57″ est |                |                                                                          |             | Église Notre Dame-de-l'Espérance                                    |
| Église Notre-Dame-de-l'Assomption                                   | La Ferté-Alais             | 48° 28′ 56″ nord, 2° 20′ 50″ est | « PA00087912 » | Classé MH                                                                | 1862        | Église Notre-Dame-de-l'Assomption                                   |
| Église Saint-Pierre                                                 | La Ferté-Alais             | 48° 29′ 02″ nord, 2° 20′ 55″ est |                |                                                                          |             | Église Saint-Pierre                                                 |
| Église du Saint-Rédempteur                                          | Fleury-Mérogis             | 48° 37′ 43″ nord, 2° 21′ 40″ est |                |                                                                          |             | Église du Saint-Rédempteur                                          |
| Église Saint-Rémi                                                   | Fontenay-le-Vicomte        | 48° 32′ 55″ nord, 2° 23′ 51″ est | « PA00087914 » | Inscrit MH                                                               | 1950        | Église Saint-Rémi                                                   |
| Église Saint-Martin                                                 | Fontenay-lès-Briis         | 48° 37′ 09″ nord, 2° 09′ 22″ est |                |                                                                          |             | Église Saint-Martin                                                 |
| Église Saint-Nicolas-et-Saint-Blaise                                | La Forêt-le-Roi            | 48° 28′ 46″ nord, 2° 02′ 33″ est |                |                                                                          |             | Église Saint-Nicolas-et-Saint-Blaise                                |
| Église Saint-Saturnin                                               | La Forêt-Sainte-Croix      | 48° 23′ 04″ nord, 2° 13′ 50″ est |                |                                                                          |             | Église Saint-Saturnin                                               |
| Église Notre-Dame-de-l'Assomption                                   | Forges-les-Bains           | 48° 37′ 43″ nord, 2° 05′ 54″ est |                |                                                                          |             | Église Notre-Dame-de-l'Assomption                                   |
| Église Saint-Rémi                                                   | Gif-sur-Yvette             | 48° 42′ 10″ nord, 2° 08′ 07″ est | « PA00087916 » | Inscrit MH                                                               | 1938        | Église Saint-Rémi                                                   |
| Église Saint-Paul                                                   | Gif-sur-Yvette             | 48° 41′ 20″ nord, 2° 06′ 58″ est |                |                                                                          |             | Église Saint-Paul                                                   |
| Église Saint-Pierre                                                 | Gironville-sur-Essonne     | 48° 22′ 26″ nord, 2° 22′ 43″ est | « PA00087917 » | Inscrit MH                                                               | 1984        | Église Saint-Pierre                                                 |
| Église Saint-Germain-de-Paris                                       | Gometz-la-Ville            | 48° 40′ 19″ nord, 2° 07′ 30″ est |                |                                                                          |             | Église Saint-Germain-de-Paris                                       |
| Église Saint-Clair                                                  | Gometz-le-Châtel           | 48° 40′ 42″ nord, 2° 08′ 22″ est | « PA00087919 » | Inscrit MH                                                               | 1983        | Église Saint-Clair                                                  |
| Église Saint-Léonard des Granges-le-Roi                             | Les Granges-le-Roi         | 48° 30′ 15″ nord, 2° 01′ 16″ est | « PA00087920 » | Inscrit MH                                                               | 1950        | Église Saint-Léonard des Granges-le-Roi                             |
| Église Notre-Dame-de-Toute-Joie                                     | Grigny                     | 48° 39′ 18″ nord, 2° 23′ 32″ est |                |                                                                          |             | Église Notre-Dame-de-Toute-Joie                                     |
| Église Saint-Antoine-et-Saint-Sulpice                               | Grigny                     | 48° 39′ 33″ nord, 2° 23′ 21″ est |                |                                                                          |             | Église Saint-Antoine-et-Saint-Sulpice                               |
| Église Saint-Firmin                                                 | Guigneville-sur-Essonne    | 48° 28′ 04″ nord, 2° 21′ 12″ est |                |                                                                          |             | Église Saint-Firmin                                                 |
| Église Saint-Gervais-et-Saint-Protais                               | Guillerval                 | 48° 21′ 51″ nord, 2° 05′ 57″ est | « PA00087921 » | Inscrit MH                                                               | 1981        | Église Saint-Gervais-et-Saint-Protais                               |
| Église Saint-Pierre                                                 | Igny                       | 48° 44′ 32″ nord, 2° 13′ 32″ est | « PA00087922 » | Inscrit MH                                                               | 1950        | Église Saint-Pierre                                                 |
| Église Saint-Jean-Bosco                                             | Igny                       | 48° 43′ 54″ nord, 2° 13′ 16″ est |                |                                                                          |             | Église Saint-Jean-Bosco                                             |
| Église Saint-Germain                                                | Itteville                  | 48° 30′ 54″ nord, 2° 20′ 31″ est | « PA00087923 » | Classé MH                                                                | 1924        | Église Saint-Germain                                                |
| Église de la Nativité-de-la-Très-Sainte-Vierge                      | Janville-sur-Juine         | 48° 30′ 52″ nord, 2° 15′ 43″ est |                |                                                                          |             | Église de la Nativité-de-la-Très-Sainte-Vierge                      |
| Église Notre-Dame-du-Mont-Carmel                                    | Janvry                     | 48° 38′ 51″ nord, 2° 09′ 14″ est |                |                                                                          |             | Église Notre-Dame-du-Mont-Carmel                                    |
| Église Saint-Dominique                                              | Juvisy-sur-Orge            | 48° 41′ 34″ nord, 2° 22′ 03″ est |                |                                                                          |             | Église Saint-Dominique                                              |
| Église Notre-Dame-de-France                                         | Juvisy-sur-Orge            | 48° 41′ 33″ nord, 2° 22′ 33″ est | « IA91000666 » |                                                                          |             | Église Notre-Dame-de-France                                         |
| Église Saint-Nicolas                                                | Juvisy-sur-Orge            | 48° 41′ 30″ nord, 2° 22′ 32″ est | « IA91000667 » |                                                                          |             | Image manquante Téléverser                                          |
| Église Saint-Pierre                                                 | Lardy                      | 48° 31′ 20″ nord, 2° 15′ 59″ est | « PA00087932 » | Inscrit MH                                                               | 1967        | Église Saint-Pierre                                                 |
| Église Saint-Martin                                                 | Leudeville                 | 48° 33′ 57″ nord, 2° 19′ 35″ est |                |                                                                          |             | Image manquante Téléverser                                          |
| Église Saint-Jean-Baptiste                                          | Leuville-sur-Orge          | 48° 37′ 12″ nord, 2° 16′ 01″ est | « IA91000226 » |                                                                          |             | Église Saint-Jean-Baptiste                                          |
| Église Saint-Pierre                                                 | Limours                    | 48° 38′ 45″ nord, 2° 04′ 40″ est | « PA00087937 » | Inscrit MH                                                               | 2006        | Église Saint-Pierre                                                 |
| Église de la Synaxe-de-la-Mère-de-Dieu                              | Limours                    | 48° 38′ 42″ nord, 2° 04′ 29″ est |                |                                                                          |             | Église de la Synaxe-de-la-Mère-de-Dieu                              |
| Église Saint-Merry                                                  | Linas                      | 48° 37′ 51″ nord, 2° 16′ 14″ est | « PA00087938 » | Classé MH                                                                | 1928        | Église Saint-Merry                                                  |
| Église Saint-Germain-Saint-Vincent                                  | Lisses                     | 48° 35′ 55″ nord, 2° 25′ 30″ est | « PA00087939 » | Inscrit MH                                                               | 1950        | Église Saint-Germain-Saint-Vincent                                  |
| Église Saint-Martin                                                 | Longjumeau                 | 48° 41′ 34″ nord, 2° 17′ 37″ est | « PA00087940 » | Classé MH                                                                | 1910        | Église Saint-Martin                                                 |
| Basilique Notre-Dame-de-Bonne-Garde                                 | Longpont-sur-Orge          | 48° 38′ 31″ nord, 2° 17′ 33″ est | « PA00087941 » | Classé MH                                                                | 1862        | Basilique Notre-Dame-de-Bonne-Garde                                 |
| Église Saint-Médard                                                 | Maisse                     | 48° 23′ 39″ nord, 2° 22′ 34″ est | « PA00087943 » | Inscrit MH                                                               | 1926        | Église Saint-Médard                                                 |
| Église Sainte-Marie-Madeleine                                       | Marcoussis                 | 48° 38′ 32″ nord, 2° 13′ 49″ est | « PA00087946 » | Inscrit MH                                                               | 1965        | Église Sainte-Marie-Madeleine                                       |
| Église Saint-Nicaise-et-Saint-Sébastien                             | Marolles-en-Beauce         | 48° 22′ 29″ nord, 2° 12′ 05″ est |                |                                                                          |             | Église Saint-Nicaise-et-Saint-Sébastien                             |
| Église de l'Assomption-de-la-Très-Sainte-Vierge                     | Marolles-en-Hurepoix       | 48° 33′ 39″ nord, 2° 18′ 17″ est |                |                                                                          |             | Église de l'Assomption-de-la-Très-Sainte-Vierge                     |
| Église Sainte-Marie-Madeleine                                       | Massy                      | 48° 43′ 50″ nord, 2° 16′ 24″ est | « PA00087949 » | Classé MH Clocher et travée de bas-côté joignant le pignon au chevet     | 1920        | Église Sainte-Marie-Madeleine                                       |
| Église Saint-Paul                                                   | Massy                      | 48° 44′ 02″ nord, 2° 17′ 24″ est |                |                                                                          |             | Église Saint-Paul                                                   |
| Église Saint-Fiacre-Saint-Esprit                                    | Massy                      | 48° 43′ 49″ nord, 2° 15′ 31″ est |                |                                                                          |             | Église Saint-Fiacre-Saint-Esprit                                    |
| Église Saint-Jean-Baptiste                                          | Mauchamps                  | 48° 31′ 47″ nord, 2° 11′ 39″ est | « PA00087950 » | Inscrit MH                                                               | 1926        | Église Saint-Jean-Baptiste                                          |
| Église Saint-Pierre                                                 | Mennecy                    | 48° 34′ 01″ nord, 2° 26′ 03″ est | « PA00087951 » | Inscrit MH                                                               | 1926        | Église Saint-Pierre                                                 |
| Église Saint-Pierre-ès-Liens                                        | Le Mérévillois             | 48° 18′ 54″ nord, 2° 05′ 13″ est |                |                                                                          |             | Église Saint-Pierre-ès-Liens                                        |
| Église de la Nativité-de-la-Très-Sainte-Vierge                      | Le Mérévillois             | 48° 18′ 09″ nord, 2° 08′ 03″ est |                |                                                                          |             | Image manquante Téléverser                                          |
| Église de l'Assomption-de-la-Très-Sainte-Vierge-Marie               | Mérobert                   | 48° 25′ 00″ nord, 2° 00′ 18″ est |                |                                                                          |             | Église de l'Assomption-de-la-Très-Sainte-Vierge-Marie               |
| Église Saint-Médard                                                 | Mespuits                   | 48° 21′ 21″ nord, 2° 16′ 20″ est | « PA00087956 » | Inscrit MH Portail                                                       | 1926        | Église Saint-Médard                                                 |
| Collégiale Notre-Dame-de-l'Assomption                               | Milly-la-Forêt             | 48° 24′ 11″ nord, 2° 27′ 56″ est | « PA00087958 » | Inscrit MH                                                               | 1926        | Collégiale Notre-Dame-de-l'Assomption                               |
| Église Saint-Denis                                                  | Moigny-sur-École           | 48° 26′ 02″ nord, 2° 27′ 26″ est | « PA00087963 » | Inscrit MH                                                               | 1926        | Église Saint-Denis                                                  |
| Église Sainte-Marie-Madeleine des Molières                          | Les Molières               | 48° 40′ 21″ nord, 2° 04′ 03″ est |                | Patrimoine d'intérêt régional                                            | 2020        | Église Sainte-Marie-Madeleine des Molières                          |
| Église Saint-Martin                                                 | Mondeville                 | 48° 29′ 24″ nord, 2° 25′ 00″ est | « PA00087966 » | Inscrit MH                                                               | 1972        | Église Saint-Martin                                                 |
| Église Saint-Côme-et-Saint-Damien                                   | Monnerville                | 48° 20′ 48″ nord, 2° 02′ 36″ est | « PA00087967 » | Inscrit MH Clocher                                                       | 1948        | Église Saint-Côme-et-Saint-Damien                                   |
| Église Saint-Joseph-Artisan                                         | Montgeron                  | 48° 41′ 59″ nord, 2° 28′ 09″ est |                |                                                                          |             | Église Saint-Joseph-Artisan                                         |
| Église Saint-Jacques                                                | Montgeron                  | 48° 42′ 26″ nord, 2° 27′ 22″ est | « PA91000275 » | Inscrit MH                                                               | 2021        | Église Saint-Jacques                                                |
| Église Notre-Dame                                                   | Montgeron                  | 48° 42′ 41″ nord, 2° 26′ 34″ est |                |                                                                          |             | Église Notre-Dame                                                   |
| Église Saint-Séraphin-de-Sarov                                      | Montgeron                  | 48° 42′ 51″ nord, 2° 27′ 06″ est |                |                                                                          |             | Église Saint-Séraphin-de-Sarov                                      |
| Église de la Sainte-Trinité                                         | Montlhéry                  | 48° 38′ 15″ nord, 2° 16′ 18″ est | « IA91000002 » |                                                                          |             | Église de la Sainte-Trinité                                         |
| Église Saint-Michel                                                 | Morangis                   | 48° 42′ 22″ nord, 2° 20′ 07″ est |                |                                                                          |             | Église Saint-Michel                                                 |
| Abbatiale de la Sainte-Trinité                                      | Morigny-Champigny          | 48° 26′ 53″ nord, 2° 10′ 56″ est | « PA00087976 » | Classé MH                                                                | 1862        | Abbatiale de la Sainte-Trinité                                      |
| Église Saint-Jean-Baptiste                                          | Morsang-sur-Orge           | 48° 39′ 50″ nord, 2° 21′ 08″ est |                |                                                                          |             | Image manquante Téléverser                                          |
| Église Saint-Germain-de-Paris                                       | Morsang-sur-Seine          | 48° 34′ 13″ nord, 2° 29′ 43″ est | « PA00087981 » | Inscrit MH Clocher                                                       | 1950        | Église Saint-Germain-de-Paris                                       |
| Église Saint-Lubin                                                  | Nainville-les-Roches       | 48° 30′ 17″ nord, 2° 29′ 34″ est |                |                                                                          |             | Église Saint-Lubin                                                  |
| Église Saint-Denis                                                  | La Norville                | 48° 35′ 02″ nord, 2° 15′ 36″ est | « PA00087982 » | Inscrit MH                                                               | 1952        | Église Saint-Denis                                                  |
| Église Saint-Germain-d'Auxerre                                      | Nozay                      | 48° 39′ 35″ nord, 2° 14′ 33″ est |                |                                                                          |             | Église Saint-Germain-d'Auxerre                                      |
| Église Notre-Dame-de-Lourdes                                        | Ollainville                | 48° 35′ 23″ nord, 2° 13′ 12″ est |                |                                                                          |             | Image manquante Téléverser                                          |
| Église Saint-Martin                                                 | Oncy-sur-École             | 48° 22′ 52″ nord, 2° 28′ 27″ est |                | Patrimoine d'intérêt régional                                            | 2018        | Église Saint-Martin                                                 |
| Église Saint-Jacques                                                | Ormoy                      | 48° 34′ 35″ nord, 2° 26′ 46″ est | « PA00087983 » | Inscrit MH                                                               | 1926        | Église Saint-Jacques                                                |
| Église Saint-Étienne                                                | Ormoy-la-Rivière           | 48° 24′ 13″ nord, 2° 08′ 57″ est | « IA00126460 » |                                                                          |             | Église Saint-Étienne                                                |
| Église Saint-Martin-Saint-Laurent                                   | Orsay                      | 48° 41′ 55″ nord, 2° 11′ 17″ est |                |                                                                          |             | Église Saint-Martin-Saint-Laurent                                   |
| Église Notre-Dame-de-Bon-Secours                                    | Orveau                     | 48° 26′ 54″ nord, 2° 17′ 30″ est | « PA00087985 » | Inscrit MH                                                               | 1965        | Église Notre-Dame-de-Bon-Secours                                    |
| Église Saint-Martin                                                 | Palaiseau                  | 48° 42′ 45″ nord, 2° 14′ 25″ est | « PA00087986 » | Classé MH                                                                | 1930        | Église Saint-Martin                                                 |
| Église Notre-Dame                                                   | Palaiseau                  | 48° 42′ 18″ nord, 2° 12′ 55″ est |                |                                                                          |             | Église Notre-Dame                                                   |
| Église Saint-Michel du Pileu                                        | Palaiseau                  | 48° 43′ 37″ nord, 2° 14′ 15″ est |                |                                                                          |             | Église Saint-Michel du Pileu                                        |
| Église Jésus-Ouvrier                                                | Paray-Vieille-Poste        | 48° 42′ 37″ nord, 2° 21′ 58″ est | « IA91000561 » |                                                                          |             | Église Jésus-Ouvrier                                                |
| Église Saint-Médard                                                 | Pecqueuse                  | 48° 38′ 47″ nord, 2° 02′ 53″ est |                |                                                                          |             | Église Saint-Médard                                                 |
| Église Notre-Dame-des-Victoires du Plessis-Pâté                     | Le Plessis-Pâté            | 48° 36′ 43″ nord, 2° 19′ 36″ est |                |                                                                          |             | Église Notre-Dame-des-Victoires du Plessis-Pâté                     |
| Église Saint-Louis                                                  | Plessis-Saint-Benoist      | 48° 26′ 39″ nord, 2° 00′ 22″ est |                |                                                                          |             | Église Saint-Louis                                                  |
| Église Saint-Martin                                                 | Prunay-sur-Essonne         | 48° 21′ 27″ nord, 2° 22′ 25″ est |                |                                                                          |             | Église Saint-Martin                                                 |
| Église Saint-Martin                                                 | Puiselet-le-Marais         | 48° 24′ 12″ nord, 2° 15′ 47″ est | « PA00087988 » | Classé MH                                                                | 1912        | Église Saint-Martin                                                 |
| Église Saint-Vincent-et-Saint-Rémi                                  | Pussay                     | 48° 20′ 56″ nord, 1° 59′ 42″ est |                |                                                                          |             | Église Saint-Vincent-et-Saint-Rémi                                  |
| Église de l'Exaltation-de-la-Sainte-Croix                           | Quincy-sous-Sénart         | 48° 40′ 22″ nord, 2° 32′ 33″ est |                |                                                                          |             | Église de l'Exaltation-de-la-Sainte-Croix                           |
| Église Saint-Lubin                                                  | Richarville                | 48° 28′ 17″ nord, 1° 59′ 55″ est |                |                                                                          |             | Église Saint-Lubin                                                  |
| Église Notre-Dame                                                   | Ris-Orangis                | 48° 39′ 26″ nord, 2° 24′ 22″ est |                |                                                                          |             | Église Notre-Dame                                                   |
| Église du Sacré-Cœur                                                | Ris-Orangis                | 48° 38′ 59″ nord, 2° 24′ 33″ est |                |                                                                          |             | Église du Sacré-Cœur                                                |
| Église Saint-Denis                                                  | Roinville                  | 48° 31′ 52″ nord, 2° 02′ 44″ est | « PA00087991 » | Classé MH                                                                | 1984        | Église Saint-Denis                                                  |
| Église Saint-Étienne                                                | Roinvilliers               | 48° 21′ 22″ nord, 2° 14′ 30″ est |                |                                                                          |             | Église Saint-Étienne                                                |
| Église Saint-Germain                                                | Saclas                     | 48° 21′ 41″ nord, 2° 07′ 33″ est | « PA00087994 » | Inscrit MH                                                               | 1947        | Église Saint-Germain                                                |
| Église Saint-Germain-de-Paris                                       | Saclay                     | 48° 43′ 54″ nord, 2° 10′ 27″ est |                |                                                                          |             | Église Saint-Germain-de-Paris                                       |
| Église Saint-Aubin                                                  | Saint-Aubin                | 48° 42′ 49″ nord, 2° 08′ 27″ est | « IA00027909 » |                                                                          |             | Église Saint-Aubin                                                  |
| Église Saint-Chéron                                                 | Saint-Chéron               | 48° 33′ 14″ nord, 2° 07′ 25″ est |                |                                                                          |             | Église Saint-Chéron                                                 |
| Église Saint-Cyr-et-Sainte-Julitte                                  | Saint-Cyr-la-Rivière       | 48° 21′ 21″ nord, 2° 08′ 53″ est | « PA00087998 » | Inscrit MH                                                               | 1965        | Église Saint-Cyr-et-Sainte-Julitte                                  |
| Église Saint-Cyr                                                    | Saint-Cyr-sous-Dourdan     | 48° 34′ 08″ nord, 2° 02′ 05″ est | « PA00088000 » | Inscrit MH                                                               | 1966        | Église Saint-Cyr                                                    |
| Église Saint-Denis                                                  | Saint-Escobille            | 48° 25′ 49″ nord, 1° 58′ 01″ est |                |                                                                          |             | Église Saint-Denis                                                  |
| Église Saint-Germain                                                | Saint-Germain-lès-Arpajon  | 48° 35′ 40″ nord, 2° 15′ 20″ est | « PA00088004 » | Inscrit MH                                                               | 1926        | Église Saint-Germain                                                |
| Église Saint-Germain                                                | Saint-Germain-lès-Corbeil  | 48° 37′ 14″ nord, 2° 29′ 17″ est | « PA91000272 » | Classé MH                                                                | 2021        | Église Saint-Germain                                                |
| Église Saint-Jean-Baptiste                                          | Saint-Jean-de-Beauregard   | 48° 39′ 53″ nord, 2° 10′ 00″ est | « IA91000069 » |                                                                          |             | Église Saint-Jean-Baptiste                                          |
| Église Saint-Maurice                                                | Saint-Maurice-Montcouronne | 48° 34′ 52″ nord, 2° 07′ 26″ est |                |                                                                          |             | Église Saint-Maurice                                                |
| Église Saint-Michel                                                 | Saint-Michel-sur-Orge      | 48° 37′ 54″ nord, 2° 18′ 13″ est |                |                                                                          |             | Église Saint-Michel                                                 |
| Église Saint-Pierre                                                 | Saint-Pierre-du-Perray     | 48° 36′ 46″ nord, 2° 30′ 41″ est |                |                                                                          |             | Image manquante Téléverser                                          |
| Église Saint-Sulpice                                                | Saint-Sulpice-de-Favières  | 48° 32′ 29″ nord, 2° 10′ 44″ est | « PA00088007 » | Classé MH                                                                | 1840        | Église Saint-Sulpice                                                |
| Église Saint-Caprais                                                | Saint-Vrain                | 48° 32′ 32″ nord, 2° 20′ 02″ est | « PA00088012 » | Inscrit MH                                                               | 1926        | Église Saint-Caprais                                                |
| Église Saint-Yon                                                    | Saint-Yon                  | 48° 33′ 30″ nord, 2° 11′ 17″ est | « PA00088014 » | Inscrit MH                                                               | 1948        | Église Saint-Yon                                                    |
| Église Notre-Dame-de-la-Dormition                                   | Sainte-Geneviève-des-Bois  | 48° 37′ 54″ nord, 2° 20′ 37″ est | « PA00088003 » | Inscrit MH                                                               | 1974        | Église Notre-Dame-de-la-Dormition                                   |
| Église Sainte-Geneviève                                             | Sainte-Geneviève-des-Bois  | 48° 38′ 02″ nord, 2° 20′ 04″ est |                |                                                                          |             | Église Sainte-Geneviève                                             |
| Église Saint-Jean-Marie-Vianney                                     | Sainte-Geneviève-des-Bois  | 48° 38′ 59″ nord, 2° 18′ 51″ est |                |                                                                          |             | Église Saint-Jean-Marie-Vianney                                     |
| Église de la Nativité-de-la-Très-Sainte-Vierge                      | Saintry-sur-Seine          | 48° 35′ 42″ nord, 2° 29′ 33″ est |                |                                                                          |             | Église de la Nativité-de-la-Très-Sainte-Vierge                      |
| Église Notre-Dame-de-l'Assomption-de-la-Très-Sainte-Vierge          | Saulx-les-Chartreux        | 48° 41′ 33″ nord, 2° 16′ 09″ est | « PA00088016 » | Inscrit MH                                                               | 1926        | Église Notre-Dame-de-l'Assomption-de-la-Très-Sainte-Vierge          |
| Église Saint-Martin                                                 | Savigny-sur-Orge           | 48° 40′ 26″ nord, 2° 21′ 14″ est |                |                                                                          |             | Église Saint-Martin                                                 |
| Église Sainte-Thérèse-de-l'Enfant-Jésus                             | Savigny-sur-Orge           | 48° 41′ 16″ nord, 2° 21′ 01″ est |                |                                                                          |             | Église Sainte-Thérèse-de-l'Enfant-Jésus                             |
| Église Notre-Dame-d'Espérance                                       | Savigny-sur-Orge           | 48° 40′ 22″ nord, 2° 20′ 25″ est |                |                                                                          |             | Église Notre-Dame-d'Espérance                                       |
| Église Notre-Dame                                                   | Sermaise                   | 48° 32′ 11″ nord, 2° 04′ 48″ est | « PA00088018 » | Inscrit MH                                                               | 1953        | Église Notre-Dame                                                   |
| Église Notre-Dame                                                   | Soisy-sur-Seine            | 48° 38′ 59″ nord, 2° 27′ 13″ est |                |                                                                          |             | Église Notre-Dame                                                   |
| Église Saint-Aignan                                                 | Soisy-sur-École            | 48° 28′ 28″ nord, 2° 29′ 49″ est | « PA00088019 » | Inscrit MH                                                               | 1989        | Église Saint-Aignan                                                 |
| Ancienne église Saint-Martin                                        | Souzy-la-Briche            | 48° 31′ 40″ nord, 2° 08′ 50″ est | « PA00088020 » | Inscrit MH Vestiges                                                      | 1931        | Ancienne église Saint-Martin                                        |
| Église Saint-Gilles-et-Saint-Martin                                 | Souzy-la-Briche            | 48° 31′ 49″ nord, 2° 08′ 49″ est |                |                                                                          |             | Église Saint-Gilles-et-Saint-Martin                                 |
| Église de l'Assomption-de-la-Très-Sainte-Vierge                     | Torfou                     | 48° 31′ 49″ nord, 2° 13′ 33″ est |                |                                                                          |             | Église de l'Assomption-de-la-Très-Sainte-Vierge                     |
| Église Saint-Jean-Baptiste des Ulis                                 | Les Ulis                   | 48° 40′ 58″ nord, 2° 10′ 15″ est |                |                                                                          |             | Église Saint-Jean-Baptiste des Ulis                                 |
| Église Saint-Martin                                                 | Valpuiseaux                | 48° 23′ 35″ nord, 2° 18′ 22″ est | « PA00088025 » | Inscrit MH                                                               | 1926        | Église Saint-Martin                                                 |
| Église Saint-Germain-de-Paris du Val-Saint-Germain                  | Le Val-Saint-Germain       | 48° 33′ 57″ nord, 2° 03′ 42″ est |                |                                                                          |             | Église Saint-Germain-de-Paris du Val-Saint-Germain                  |
| Église Saint-Sulpice                                                | Varennes-Jarcy             | 48° 40′ 43″ nord, 2° 33′ 35″ est |                |                                                                          |             | Église Saint-Sulpice                                                |
| Église Sainte-Marie-Madeleine                                       | Vaugrigneuse               | 48° 36′ 16″ nord, 2° 07′ 26″ est |                |                                                                          |             | Église Sainte-Marie-Madeleine                                       |
| Église Saint-Rigomer-et-Sainte-Ténestine                            | Vauhallan                  | 48° 44′ 01″ nord, 2° 12′ 29″ est | « PA00088027 » | Inscrit MH                                                               | 1927        | Église Saint-Rigomer-et-Sainte-Ténestine                            |
| Abbatiale Saint-Louis de l'abbaye bénédictine Saint-Louis-du-Temple | Vauhallan                  | 48° 43′ 44″ nord, 2° 12′ 12″ est |                |                                                                          |             | Abbatiale Saint-Louis de l'abbaye bénédictine Saint-Louis-du-Temple |
| Église Saint-Martin                                                 | Vayres-sur-Essonne         | 48° 26′ 20″ nord, 2° 21′ 23″ est |                |                                                                          |             | Église Saint-Martin                                                 |
| Église Notre-Dame-de-l'Assomption                                   | Verrières-le-Buisson       | 48° 44′ 52″ nord, 2° 15′ 50″ est | « PA00088030 » | Inscrit MH Eglise sauf le clocher, le tympan, le portail et la sacristie | 1972        | Église Notre-Dame-de-l'Assomption                                   |
| Église Saint-Germain-de-Paris                                       | Vert-le-Grand              | 48° 34′ 24″ nord, 2° 21′ 31″ est |                |                                                                          |             | Église Saint-Germain-de-Paris                                       |
| Église Saint-Martin                                                 | Vert-le-Petit              | 48° 32′ 59″ nord, 2° 21′ 30″ est |                |                                                                          |             | Église Saint-Martin                                                 |
| Église Saint-Léonard                                                | Videlles                   | 48° 27′ 51″ nord, 2° 25′ 52″ est | « PA00088032 » | Inscrit MH Clocher                                                       | 1926        | Église Saint-Léonard                                                |
| Église Saint-Pierre-ès-Liens                                        | Vigneux-sur-Seine          | 48° 42′ 29″ nord, 2° 25′ 47″ est | « IA91000900 » |                                                                          |             | Église Saint-Pierre-ès-Liens                                        |
| Église Saint-Marcel                                                 | Villabé                    | 48° 35′ 20″ nord, 2° 27′ 12″ est |                |                                                                          |             | Église Saint-Marcel                                                 |
| Église Saint-Fiacre                                                 | La Ville-du-Bois           | 48° 39′ 39″ nord, 2° 16′ 03″ est | « IA91000066 » |                                                                          |             | Église Saint-Fiacre                                                 |
| Église Saint-Côme-et-Saint-Damien                                   | Villebon-sur-Yvette        | 48° 42′ 00″ nord, 2° 15′ 26″ est |                |                                                                          |             | Église Saint-Côme-et-Saint-Damien                                   |
| Église Saint-Aubin                                                  | Villeconin                 | 48° 30′ 52″ nord, 2° 07′ 25″ est | « PA00088036 » | Inscrit MH                                                               | 1926        | Église Saint-Aubin                                                  |
| Église Saint-Julien                                                 | Villejust                  | 48° 40′ 59″ nord, 2° 14′ 11″ est |                |                                                                          |             | Église Saint-Julien                                                 |
| Église Saint-Joseph                                                 | Villemoisson-sur-Orge      | 48° 39′ 36″ nord, 2° 19′ 47″ est |                |                                                                          |             | Église Saint-Joseph                                                 |
| Église Saint-Laurent                                                | Villemoisson-sur-Orge      | 48° 39′ 55″ nord, 2° 20′ 07″ est |                |                                                                          |             | Église Saint-Laurent                                                |
| Église Saint-Thomas-Becket                                          | Villeneuve-sur-Auvers      | 48° 28′ 29″ nord, 2° 14′ 55″ est | « PA00088041 » | Inscrit MH                                                               | 1948        | Église Saint-Thomas-Becket                                          |
| Église Notre-Dame-de-l'Assomption                                   | Villiers-le-Bâcle          | 48° 43′ 30″ nord, 2° 07′ 37″ est |                |                                                                          |             | Image manquante Téléverser                                          |
| Église Saint-Claude                                                 | Villiers-sur-Orge          | 48° 39′ 23″ nord, 2° 17′ 59″ est |                |                                                                          |             | Église Saint-Claude                                                 |
| Église Saint-Denis                                                  | Viry-Châtillon             | 48° 40′ 09″ nord, 2° 22′ 29″ est | « PA00088045 » | Inscrit MH                                                               | 1925        | Église Saint-Denis                                                  |
| Église du Saint-Esprit                                              | Viry-Châtillon             | 48° 40′ 44″ nord, 2° 22′ 32″ est | « EA91000015 » |                                                                          |             | Église du Saint-Esprit                                              |
| Église Sainte-Bernadette                                            | Viry-Châtillon             | 48° 39′ 37″ nord, 2° 21′ 59″ est |                |                                                                          |             | Église Sainte-Bernadette                                            |
| Église Notre-Dame-des-Cités                                         | Viry-Châtillon             | 48° 40′ 09″ nord, 2° 21′ 38″ est |                |                                                                          |             | Image manquante Téléverser                                          |
| Église Saint-Denis                                                  | Wissous                    | 48° 43′ 52″ nord, 2° 19′ 38″ est | « PA00088047 » | Classé MH Chœur, clocher, bas-côté sud                                   | 1913        | Église Saint-Denis                                                  |
| Église Saint-Honest                                                 | Yerres                     | 48° 43′ 02″ nord, 2° 29′ 30″ est |                |                                                                          |             | Église Saint-Honest                                                 |
| Église Saint-Jean-l'Évangéliste                                     | Yerres                     | 48° 42′ 06″ nord, 2° 29′ 12″ est |                |                                                                          |             | Image manquante Téléverser                                          |
| Église Marie-Mère-de-l'Église                                       | Yerres                     | 48° 42′ 35″ nord, 2° 29′ 03″ est |                |                                                                          |             | Image manquante Téléverser                                          |

### Protestantisme
| Église                        | Commune | Coordonnées                      | Protection                           | Illustration                  |
| ----------------------------- | ------- | -------------------------------- | ------------------------------------ | ----------------------------- |
| Église luthérienne Saint-Marc | Massy   | 48° 43′ 53″ nord, 2° 17′ 24″ est | Patrimoine d'intérêt régional (2024) | Église luthérienne Saint-Marc |